# Destruição da Barragem de Kakhovka
A destruição da Barragem de Kakhovka aconteceu em 6 de junho de 2023, a barragem de Kakhovka na Ucrânia rompeu, causando grandes inundações. A barragem estava localizada no rio Dnipro em Kherson Oblast. Devido à invasão russa da Ucrânia, a barragem estava sob o controle dos militares russos no momento do rompimento.
Os níveis de água no reservatório da barragem vinham subindo há meses e estavam no nível mais alto imediatamente antes do rompimento. As autoridades russas e ucranianas culparam umas às outras pela destruição.
Milhares de residentes foram evacuados rio abaixo, com inundações submergindo várias aldeias em áreas controladas por ucranianos e russos. A perda de água no reservatório ameaça o abastecimento de água para a Crimeia ocupada pela Rússia e a Usina Nuclear de Zaporizhzhia.
Ambos os lados do conflito culparam um ao outro pelo incidente, porém analistas internacionais afirmaram que a Rússia foi a principal beneficiada da destruição da barragem.

## Antecedentes
No final de 2022, com a contraofensiva de Kherson se aproximando do rio Dnipro, a Ucrânia acusou a Rússia de planejar romper a barragem usando explosivos em retaliação. Quando se retiraram de Kherson em novembro de 2022, as forças russas destruíram apenas o convés da ponte rodoviária Nova Kakhovka, para impedir um avanço ucraniano, o que causou danos menores a algumas das comportas.
Nos meses seguintes de ataques russos contra a infraestrutura ucraniana, várias barragens foram atingidas e deixaram grande parte dos moradores sem acesso à água. Os exemplos incluem o ataque com mísseis russos à barragem de Kryvyi Rih e a destruição da barragem do rio Oskil pelas forças terrestres russas. Em outubro de 2022, foi relatada uma tentativa de ataque com mísseis russos que foram abatidos; o alvo poderia ter sido a barragem do rio Dnipro.

## Destruição
Na manhã de 6 de junho de 2023, a barragem foi destruída, causando inundações generalizadas a jusante. Na época de sua destruição, a barragem estava sob controle russo e seu nível havia subido para o máximo em 30 anos. Não se sabe se isso foi devido a danos, negligência ou foi deliberado.
Imagens de satélite obtidas pela BBC News indicam que a condição da barragem estava se deteriorando desde 1º de junho ou antes, com a estrada que atravessa a barragem sofrendo alguns danos em 2 de junho.
A Ucrânia alegou que a Rússia destruiu a barragem, enquanto o prefeito de Nova Kakhovka instalado pela Rússia e a mídia russa acusaram a Ucrânia. A agência hidrelétrica estatal da Ucrânia, Ukrhydroenergo, afirmou que a barragem foi “totalmente destruída” após uma explosão de dentro da casa de máquinas e não pôde ser restaurada. Autoridades ucranianas afirmaram que a Rússia destruiu a barragem "em pânico" para desacelerar sua próxima ofensiva.

## Impactos

### Inundações e evacuações

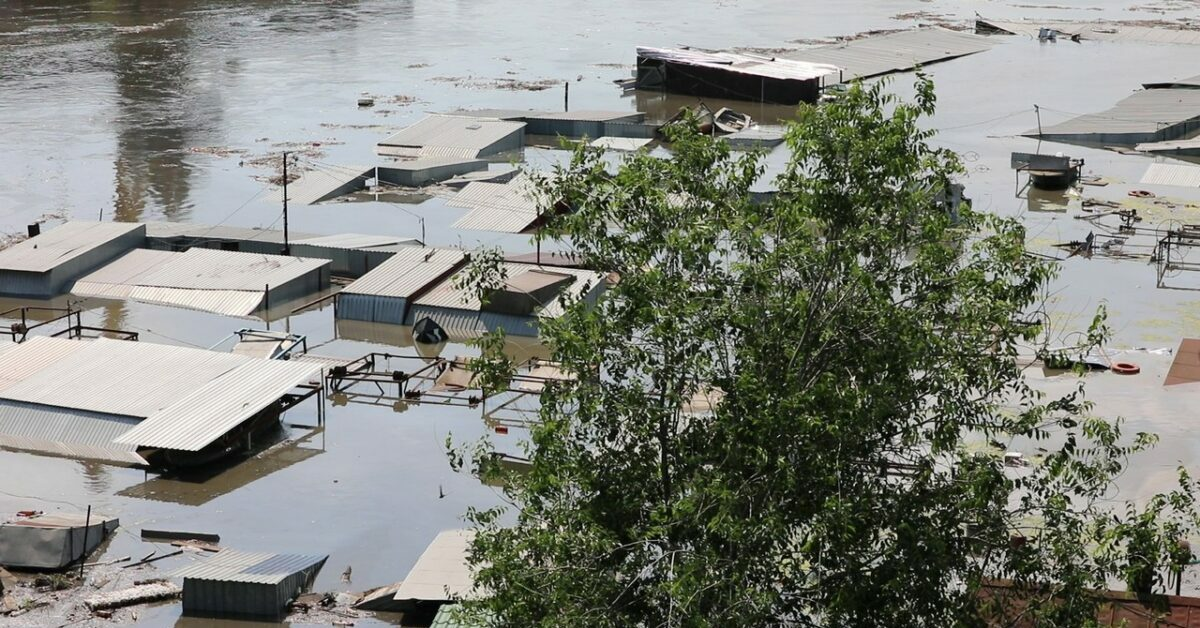
Inundações causadas pelo rompimento da barragem.

A Polícia Nacional da Ucrânia ordenou uma evacuação na margem ocidental controlada pela Ucrânia do Dnipro, incluindo Tiahynka e os distritos de Sadove e Korabel Island da cidade de Kherson.  O governador de Kherson Oblast, Oleksandr Prokudin, disse à TV ucraniana que oito aldeias foram inundadas e que evacuações de ônibus e trem estavam em andamento para 16.000 residentes nas áreas afetadas. Em Nova Kakhovka, 600 casas foram inundadas, enquanto um estado de emergência na margem esquerda do rio foi declarado pelas autoridades russas.

### Contra-ofensiva
A inundação pode atrapalhar as operações ucranianas planejadas na área e a travessia para a margem esquerda do rio Dnipro. No entanto, as Forças Armadas da Ucrânia disseram que não impedirão a contra-ofensiva planejada.

### Abastecimento de água
A água do reservatório da barragem abastece o sul da Ucrânia e a península da Crimeia a jusante e a Usina Nuclear de Zaporizhzhia. A mídia estatal russa informou que o prefeito de Nova Kakhovka instalado pela Rússia disse que haverá "problemas" com o abastecimento de água vindo do Canal da Crimeia do Norte para a Crimeia devido à destruição da barragem.

## Reações

### Ucrânia
Volodymyr Zelensky, o presidente da Ucrânia, afirmou que: "A destruição da barragem da usina hidrelétrica de Kakhovka por terroristas russos apenas confirma para o mundo inteiro que eles devem ser expulsos de todos os cantos da terra ucraniana." Andriy Yermak, chefe do Gabinete do Presidente da Ucrânia, argumentou que a destruição da barragem foi "ecocídio". O Ministério das Relações Exteriores da Ucrânia afirmou que: "Pedimos à comunidade internacional que condene resolutamente o ataque terrorista russo à UHE Kakhovka (Usina Hidrelétrica)", convocando uma sessão do CSNU e uma reunião com a AIEA.

### Federação Russa
Dmitry Peskov, secretário de imprensa de Vladimir Putin, negou as acusações de envolvimento russo na destruição da barragem. Peskov afirmou que foi devido a uma sabotagem planejada deliberadamente pela Ucrânia, colocando a responsabilidade pelo incidente no governo ucraniano.
A mídia estatal russa culpou a Ucrânia pela destruição da barragem, alegando que foi devido ao fogo de artilharia de um lançador múltiplo de foguetes Vilkha.

### Comunidade internacional
O secretário-geral da OTAN, Jens Stoltenberg, chamou o evento de "ultrajante" e disse que mostrava "a brutalidade da guerra da Rússia na Ucrânia". O presidente do Conselho Europeu, Charles Michel, classificou a explosão de uma usina hidrelétrica como um crime de guerra por parte da Rússia. O Conselho da Europa emitiu uma declaração afirmando "Condenamos veementemente a destruição da barragem de Nova Kakhovka na região de Kherson, na Ucrânia". O secretário de Relações Exteriores britânico, James Cleverley, que estava na Ucrânia no momento do incidente, disse que "a única razão pela qual isso é um problema é por causa da invasão em grande escala não provocada da Rússia".
Entre analistas estrangeiros e especialistas, muitos culparam a Rússia pelo incidente, afirmando que eles se beneficiariam mais das suas consequências.